# Fritz Gressard

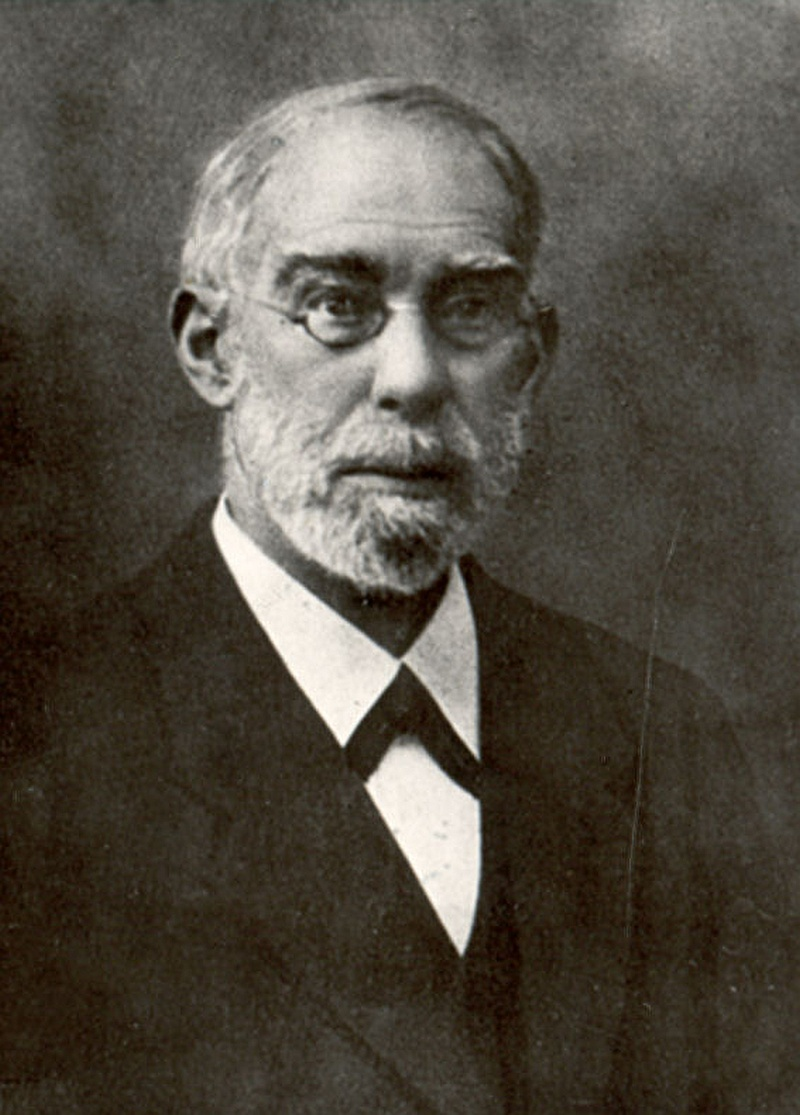
Fritz Gressard

Fritz Gressard (* 26. Mai 1839 in Elberfeld (heute Stadtteil von Wuppertal); † 15. Februar 1923 in Hilden; vollständiger Name: Richard Friedrich Gressard) war ein deutscher Unternehmer, Kommunalpolitiker und Ehrenbürger der Stadt Hilden.

## Familie
Gressard wurde evangelisch getauft. Seine Eltern waren Georg Friedrich Gressard († 12. April 1864) und Louisa Amalia Gressard geb. Klein (* 5. April 1814). Die Großeltern waren Georg Friedrich Gressard (1782–1849) und Jacobine Gressard geb. Haarhaus (1785–1849). Die Familie Gressard kam um 1750 aus Frankreich nach Elberfeld, wahrscheinlich aus der bis 1796 württembergischen Grafschaft Mömpelgard (Principauté de Montbéliard) an der Burgundischen Pforte bei Belfort. In dem Ort Badevel sind etliche Mitglieder der Familie Gressard urkundlich erwähnt.
Bis zu seiner Heirat wohnte Fritz Gressard, zunächst mit seinen Eltern, dann mit einer Tante, in einem Haus auf dem heutigen Grundstück Mittelstraße 40, das Anfang 1874 von der Stadt zur Nutzung als Rathaus erworben wurde. Als Fabrikbesitzer und Rentier wohnte er dann in dem nicht erhaltenen Gebäude Ellerstraße 1 in Hilden.
Fritz Gressard heiratete am 20. September 1871 in Hilden Mathilde Vogelsang (* 1. August 1851; † 12. Februar 1925). Die erste gemeinsame Tochter Christine Alwine Amalie Elisabeth, genannt Else, (* 3. April 1875; † 11. Februar 1899) starb kurz nach ihrer Verlobung mit dem Arzt Johann Großbeckes (* 4. Dezember 1870; † 10. Januar 1902 in Dortmund).
Die Tochter Frieda (* 9. April 1878; † 29. Juni 1958) heiratete den Unternehmer Friedrich Krieger (* 14. September 1872; † 16. Dezember 1961 in Virneburg), Eigentümer der gleichnamigen Verzinkerei in Hilden. Die Eltern Friedrich Kriegers waren Friedrich Wilhelm Krieger und Alwine Krieger geb. Schulteoverberg.

## Wirken als Unternehmer
Um 1860 wurde in Hilden der von Hand betriebene Webstuhl durch den maschinellen verdrängt. Die Handweber Hildens wanderten entweder aus oder begannen mit der Arbeit in der Seidenweberei Kampf & Spindler in Hilden an der Klotzstraße oder in der Seidenwarenfabrik Gressard & Co. Der berufliche Werdegang von Fritz Gressard war eng mit dem Familienunternehmen verbunden. Sein Vater Georg Friedrich Gressard, dessen Bruder Hermann Gressard, Heinrich August Krall und Johann Peter Dahl gründeten das Unternehmen am 27. April 1857 vor dem Benrather Notar Paniel.
Zum Aufbau der Produktion erwarben die Beteiligten am selben Tag das seit 1846 brachliegende Gelände der ehemaligen Kattundruckerei Wülffing & Keller am Kritzenhaus, jetzt Fritz-Gressard-Platz. Gressard und Krall verlegten auch gleich ihren Wohnsitz von Elberfeld an den Standort des neuen Unternehmens. Nur der als Kommanditist beteiligte Dahl behielt seinen Wohnsitz in Barmen bei.
Der erst 18-jährige Fritz Gressard zog mit von Elberfeld nach Hilden und wurde alsbald in die Geschäfte eingebunden. Die junge Seidenwarenfabrik hatte im Jahr 1860 bereits 350 Beschäftigte und war damit größter Arbeitgeber der Stadt. Mit Einrichtung einer mechanischen Foulard-Weberei wurde die Produktion weiter perfektioniert. Die Rohstoffe wurden nicht nur aus Europa, sondern auch aus China und Japan importiert. Exportiert wurde überwiegend in europäische und südamerikanische Länder.
Bereits auf der Weltausstellung London 1862 wurden die vom Unternehmen präsentierten Foulard-Tücher und -Kleider wegen ihrer guten Qualität mit einer Medaille ausgezeichnet.
Nach dem Tod seines Vaters im Jahr 1864 wurde Fritz Gressard zusammen mit seinen Brüdern Ernst und Otto Teilhaber des Unternehmens. Als Nachfolger des bereits 1860 verstorbenen Peter Dahl fungierte inzwischen der Ulmer Kaufmann August Helfferich als Geldgeber und Teilhaber.
Zum Ende der 1870er Jahre nahm die Nachfrage nach gedruckten Stoffen rapide ab. Als Folge wurde die Produktion auf Einheitsstoffe umgestellt und 1882 fast sämtliche Drucker und Graveure entlassen. Zusätzlich wurde eine Färberei aufgebaut.
Das für die Umstellungen notwendige Kapital kam zunächst als Darlehen von Friedrich Wilhelm Herminghaus (1826–1907) aus Wülfrath, der schließlich im Jahre 1885 alle Geschäftsanteile erwarb und an seine Söhne Carl und Wilhelm weiterreichte, die von da an das Unternehmen weiterführten. Die Unternehmensgründer waren von nun an nicht mehr beteiligt. Fritz Gressard konnte sich anderen Aufgaben zuwenden.
1956 stellte die Mechanische Seidenweberei Gressard & Co. GmbH nach langem Dahinsiechen ihre Produktion endgültig ein. Die Stadt Hilden erwarb im Jahr 1962 das Werksgelände und brach die Fabrikgebäude am Fritz-Gressard-Platz vom Herbst 1968 an bis 1971 ab, womit die letzten Spuren eines fast 100 Jahre bestehenden Unternehmens ausgelöscht wurden.
Am 30. Dezember 1970 war die Tradition der Textilindustrie in Hilden endgültig zu Ende, als auch die Spindlerwerke nach 122 Jahren schließen mussten.

## Wirken als Kommunalpolitiker

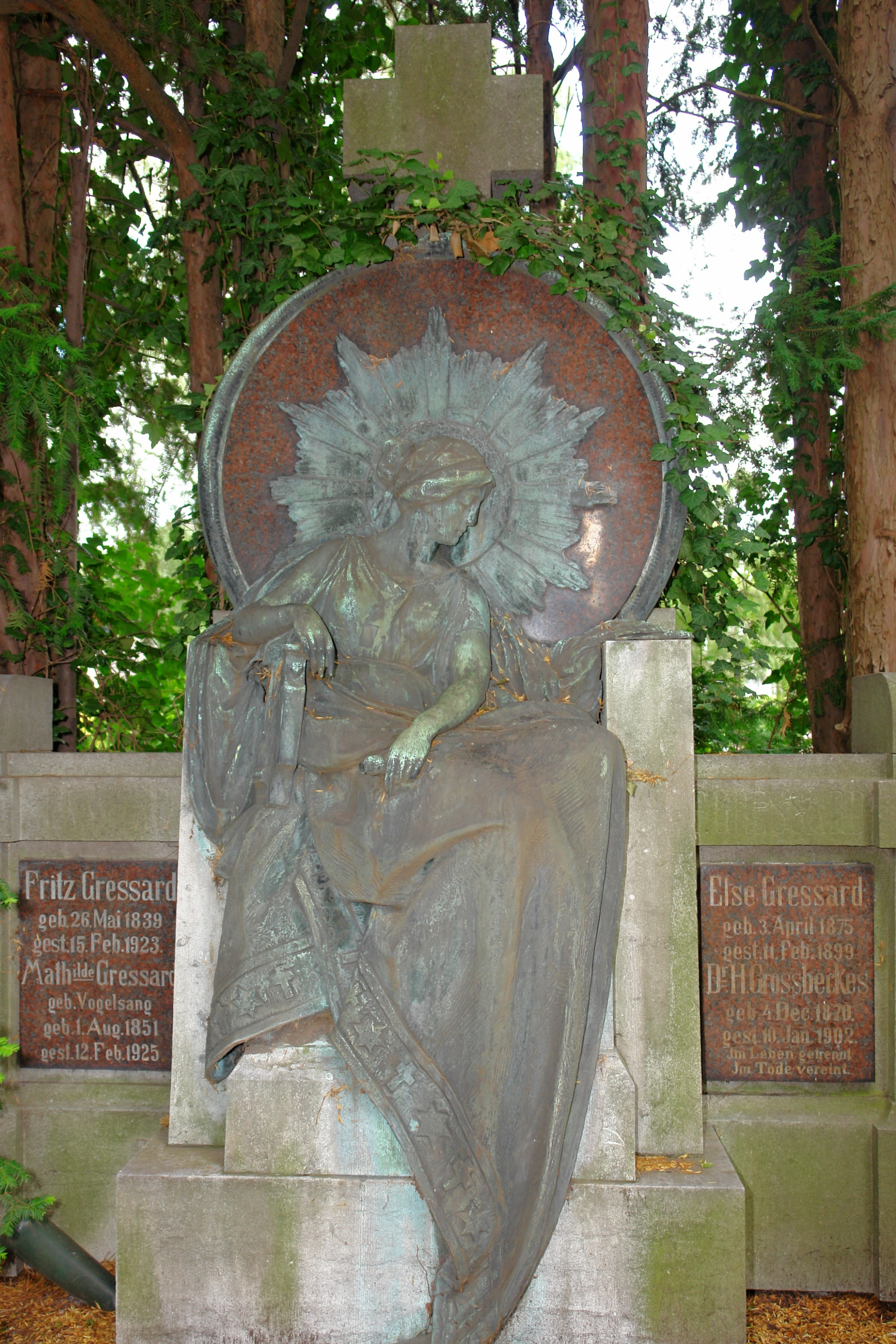
Grab Gressard auf dem Hauptfriedhof in Hilden

Gemeinsam mit einer Tante und einem Dienstmädchen wohnte Gressard zu Beginn mitten in Hilden im Haus Mittelstraße 7 (heute Mittelstraße 40), dort, wo seit 1900 das Bürgerhaus (altes Rathaus) steht. Im Dezember 1888 wurde der 49-Jährige in den Stadtrat gewählt („2. Klasse“, denn damals gab es noch das Drei-Klassen-Wahlrecht), dem er dann über 30 Jahre angehörte.
Am 16. Mai 1893 wurde er zum Beigeordneten gewählt. Nach dem Tode Ferdinand Lievens 1902 wurde Gressard dessen Nachfolger in der Position des (ehrenamtlichen) Ersten Beigeordneten. In dieser Funktion blieb er bis Ende Januar 1920 tätig.
Nachfolger in Gressards vorheriger Position als Beigeordneter wurde Wilhelm Herminghaus, also einer der beiden neuen Teilhaber des Unternehmens Gressard & Co.
Im Laufe der Mitgliedschaft in der Stadtverordnetenversammlung bekleidete Gressard folgende Ämter (Stand 1906):
- Vorsitzender des Sparkassenausschusses
- Mitglied der Gasanstaltskommission
- Mitglied der Wasserwerkskommission
- Mitglied der bürgerlichen Armenstiftung
- Mitglied der Gesundheitskommission
- Mitglied der Baukommission
- Mitglied der Wegebaukommission
- Mitglied in der Verwaltung der bürgerlichen Armenstiftung
- Mitglied im Fortbildungsschulvorstand
- Beratendes Mitglied in der Finanzkommission

Bei Betrachtung der vermeintlich zahlreichen Ämter ist im Blick zu behalten, dass die Einwohnerzahl von 1889 mit 8.151 auf 19.203 im Jahr 1914 anstieg und somit die Stadt in der Amtszeit Gressards überaus anspruchsvollen Aufgaben gegenüberstand.

## Ehrungen
Die Ehrenbürgerwürde wurde Gressard laut Ratsbeschluss vom 2. Februar 1914 an seinem 75. Geburtstag verliehen; Bürgermeister Karl Wilhelm Heitland überreichte dem verdienten Politiker und Sohn der Stadt den Ehrenbürgerbrief am 26. Mai 1914.
Dabei hob Bürgermeister Heitland hervor, dass Gressard schon nahezu 22 Jahre Beigeordneter sei: „Es ist während dieser Zeit keine Einrichtung getroffen worden, an der Sie nicht mitgewirkt haben.“ und „Ihr Name wird deshalb auch in der Geschichte Hildens fortleben.“
Eine Voraussage, die die Nachfahren in der Benennung eines Platzes nach ihm bestätigt sahen.